# Létající člun

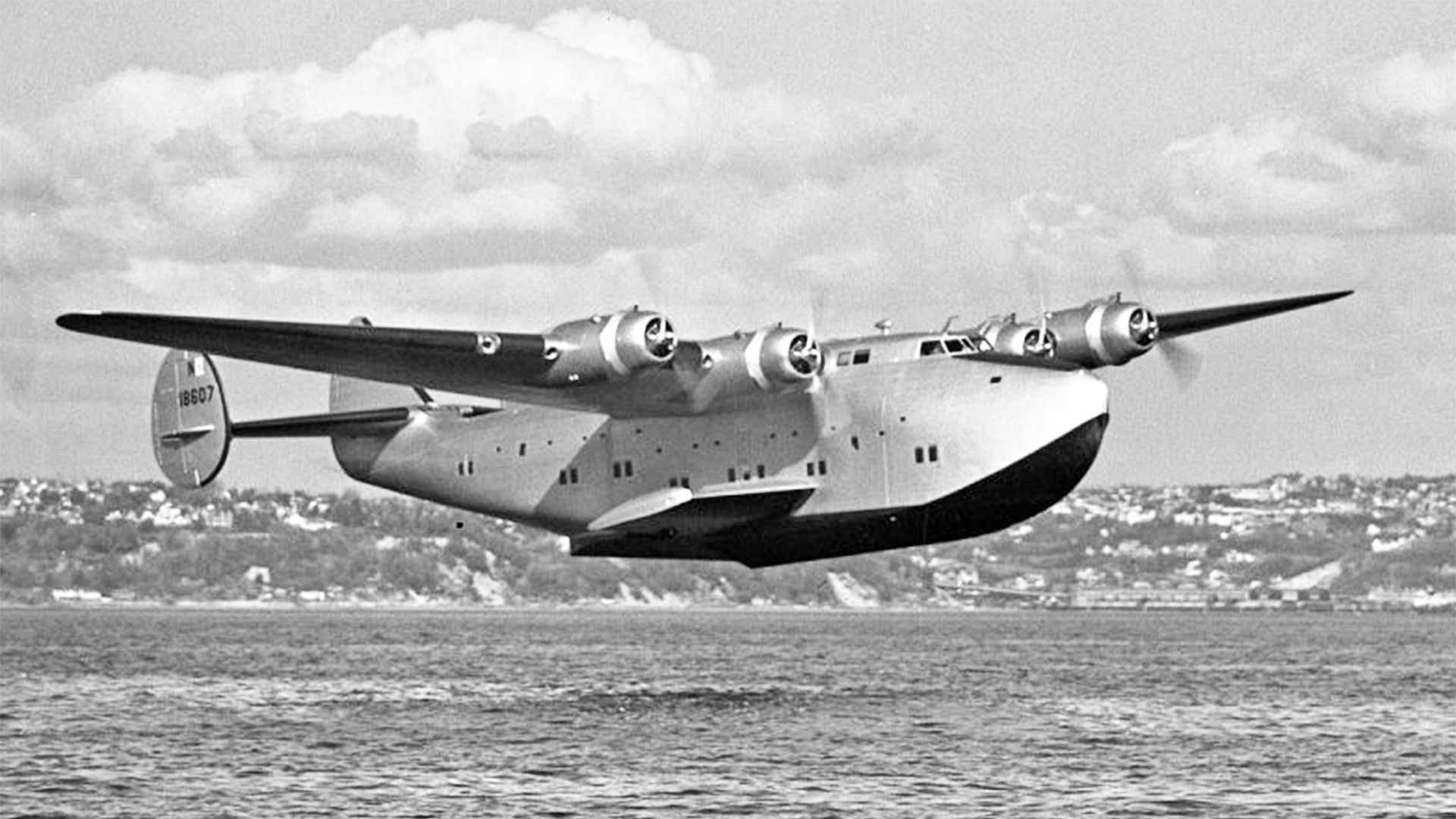
Linkový dopravní Boeing 314 Clipper nízko nad hladinou.

Létající člun je druh letounu patřící mezi hydroplány, jehož trup má tvar a konstrukci analogickou člunu, což mu umožňuje vzlétat a přistávat na vodní hladině. Na hladině je dále stabilizován buď stabilizačními plováky pod křídly, anebo výstupky na bocích trupu.
Létající čluny byly od první světové války mnoha námořními letectvy užívány jako hlídkové stroje. V době mezi světovými válkami byly také používány jako dálkové dopravní letouny. Na sklonku 30. a počátkem 40. let 20. století byly nasazené například na prvních transatlantických linkách společnosti Pan American. Jejich výhodou byla nezávislost na pozemních letištích, kterých v té době nebylo ve světě mnoho, a jejich vzletových a přistávacích dráhách, které na těch existujících často nebyly dostatečně dlouhé a zpevněné aby umožňovaly provoz těžkých a rozměrných dálkových letounů. Vzhledem k menší aerodynamické výhodnosti člunového trupu však v poválečné době nebyly schopny konkurovat dopravním letounům z pozemních letišť.
V současné době jsou létající čluny menší či střední velikosti často užívány k hašení lesních požárů.